# 张建龙
张建龙（1957年1月—），男，甘肃民勤人，中华人民共和国政治人物，自然资源部党组成员、国家林业和草原局局长、党组书记。中共十七大、中共十八大、中共十九大代表，第十三届全国政协委员、全国政协农业和农村委员会副主任。

## 生平
1985年2月加入中国共产党，中共中央党校在职研究生学历，高级工程师。1978年10月至1982年8月，为内蒙古林学院沙漠治理系治沙专业学生。1982年8月至1989年3月，为林业部“三北”防护林建设局干部、副主任科员（其间1984年10月至1987年5月在北京人文函授大学秘书系大专班学习；1986年2月至1988年1月在陕西省靖边县挂职锻炼，历任副乡长、县委经济部副部长）。1989年3月至1991年8月，任林业部“三北”防护林建设局计财处副处长。1991年8月至1993年8月，任林业部“三北”防护林建设局宣传处处长。1993年8月至1995年5月，任林业部“三北”防护林建设局副局长、党组成员、党组副书记（1994年5月任）。1995年5月至1996年4月，任林业部“三北”防护林建设局局长、党组副书记。1996年4月至1999年3月，任林业部“三北”防护林建设局局长、党组书记（其间1997年9月至1998年7月在中央党校中青年干部培训班学习）。
1999年3月至2001年12月，任国家林业局野生动植物保护司司长（正司局级）、湿地履约办公室主任（1999年10月兼任）、野生动植物保护及自然保护区建设工程管理办公室主任（2001年4月兼任；1997年9月至2000年7月在中央党校在职研究生班世界经济专业学习）。2001年12月至2003年10月，任国家林业局科学技术司司长（2002年8月至2007年6月兼任国际竹藤网络中心主任）。2003年10月至2012年6月，任国家林业局副局长、党组成员，直属机关党委书记、国家林业局党校校长（2006年11月任）。2012年6月至2015年6月，任国家林业局副局长、党组副书记兼直属机关党委书记、国家林业局党校校长，国务院扶贫开发领导小组成员（2013年6月），国务院三峡工程建设委员会委员（2013年7月）。2015年6月至2018年3月，任国家林业局局长、党组书记兼直属机关党委书记、国家林业局党校校长，国务院扶贫开发领导小组成员，国务院三峡工程建设委员会委员。